# Ostaggi (film)
Ostaggi è un film per la televisione del 2021 diretto da Eleonora Ivone e prodotto da Fenix Entertainment.

## Trama
Un imprenditore in crisi, dopo aver fatto una rapina, si barrica in una panetteria prendendo quattro ostaggi: una donna anziana, una prostituta, un immigrato clandestino e il panettiere razzista.
Un commissario impulsivo e la sua più cauta negoziatrice devono risolvere la situazione.

## Distribuzione
Il film è stato distribuito su Sky Cinema a partire dal 15 maggio 2021.